# La Liga 1949–50
Thống kê của La Liga ở mùa giải 1949/1950.
La Liga 1949-50  bao gồm các câu lạc bộ sau:
| - Athletic Bilbao - Atlético Madrid - FC Barcelona - Celta Vigo - Deportivo La Coruña - RCD Espanyol - Gimnàstic de Tarragona |  | - CD Málaga - Real Madrid C.F. - Real Oviedo - Real Sociedad - Real Valladolid - Sevilla FC - Valencia CF |

## Bảng xếp hạng
| Vị trí | Câu lạc bộ             | Số trận | T  | H | Th | BT | BB | Điểm | HS  |                                 |
| ------ | ---------------------- | ------- | -- | - | -- | -- | -- | ---- | --- | ------------------------------- |
| 1      | Atlético Madrid        | 26      | 15 | 3 | 8  | 71 | 51 | 33   | 20  | Vô địch La Liga                 |
| 2      | Deportivo La Coruña    | 26      | 12 | 8 | 6  | 48 | 38 | 32   | 10  |                                 |
| 3      | Valencia CF            | 26      | 12 | 7 | 7  | 71 | 43 | 31   | 28  |                                 |
| 4      | Real Madrid C.F.       | 26      | 11 | 9 | 6  | 60 | 49 | 31   | 11  |                                 |
| 5      | FC Barcelona           | 26      | 13 | 3 | 10 | 67 | 47 | 29   | 20  |                                 |
| 6      | Athletic Bilbao        | 26      | 12 | 5 | 9  | 72 | 66 | 29   | 6   |                                 |
| 7      | Celta Vigo             | 26      | 13 | 2 | 11 | 63 | 50 | 28   | 13  |                                 |
| 8      | Real Sociedad          | 26      | 9  | 9 | 8  | 57 | 43 | 27   | 14  |                                 |
| 9      | Real Valladolid        | 26      | 8  | 9 | 9  | 49 | 46 | 25   | 3   |                                 |
| 10     | Sevilla FC             | 26      | 11 | 3 | 12 | 60 | 61 | 25   | -1  |                                 |
| 11     | RCD Espanyol           | 26      | 8  | 6 | 12 | 42 | 64 | 22   | -22 |                                 |
| 12     | CD Málaga              | 26      | 8  | 5 | 13 | 44 | 51 | 21   | -7  |                                 |
| 13     | Gimnàstic de Tarragona | 26      | 7  | 2 | 17 | 39 | 99 | 16   | -70 | Xuống hạng tới Segunda División |
| 14     | Real Oviedo            | 26      | 4  | 7 | 15 | 30 | 65 | 15   | -35 | Xuống hạng tới Segunda División |